# Застава М80
Застава М80 била је јуришна пушка димензија 5,56 мм, произведена од стране Застава оружје. М80 је имао фиксну дрвени кундак, док је М80А имао склопљиви метани кундак. Уведена је почетком 1980-их.  Била је то 5,56 mm варијанта Заставе М70, са дужом цијеви, која је 1990. године побољшана у Заставу М90.

## Дизајн
Ради на принципу позајмице барутних гасова, подржава полуаутоматски и аутоматски режим паљбе.
М85 је сродан развој компактних кабина М80-а, такође коморног у 5,56 mm.